# Borellia carinata
Borellia carinata är en insektsart som beskrevs av Rehn, J.A.G. 1906. Borellia carinata ingår i släktet Borellia och familjen gräshoppor. Inga underarter finns listade i Catalogue of Life.